# Yorima angelica
Espèce
Yorima angelica est une espèce d'araignées aranéomorphes de la famille des Cybaeidae.

## Distribution
Cette espèce est endémique de Californie aux États-Unis,.

## Description
Le mâle holotype mesure 2,9 mm et la femelle paratype 3,9 mm.

## Publication originale
- Roth, 1956 : Revision of the genus Yorima Chamberlin and Ivie (Arachnida, Agelenidae). American Museum Novitates, no 1773, p. 1-10 (texte intégral).